# Curoba sangarida
Curoba sangarida là một loài bướm đêm thuộc phân họ Arctiinae, họ Erebidae.